# Andrea Motis
Andrea Motis (Barcelona, 9 de mayo de 1995) es una trompetista, saxofonista y cantante de jazz española.

## Biografía
Se formó musicalmente, a partir de los 7 años, en la escuela municipal de música de San Andrés, un barrio de Barcelona, como trompetista primero con el profesor Toni Gallart y saxofonista después. En 2007, con solo 12 años, comenzó a colaborar con el grupo de jazz Sant Andreu Jazz Band, dirigido por el profesor de música y músico Joan Chamorro quien la descubrió artísticamente y con quien ha grabado seis discos. En su descubrimiento también influyó la participación en el documental A film about kids and music. Formó parte del grupo de jazz Sant Andreu Jazz Band durante nueve años en los que grabó ocho discos y tocó en directo con nombres de la talla del trombonista Wycliffe Gordon, el saxofonista Jesse Davis, el clarinetista Bobby Gordon y el saxofonista Dick Oatts.
Anteriormente, a los 3 años ya empezó a cantar en la Coral Plançons del Orfeó l'Eco de Catalunya bajo la dirección de Rosa Maria Altayó. El 20 de julio de 2011 fue invitada por Quincy Jones a formar parte de su grupo «Quincy Jones & The Global Gumbo All Stars» en el Festival de Perelada. Ha participado en numerosos conciertos del circuito catalán de jazz. Debido a su precocidad, varios medios de comunicación la han entrevistado o han escrito reseñas de su actividad musical. Su voz ha sido comparada con la de Norah Jones.
En 2010, cuando tenía 15 años, grabó como cantante solista un disco de estándares de jazz titulado Joan Chamorro presenta Andrea Motis y ofrece conciertos en el denominado «Andrea Motis & Joan Chamorro Group».
También con esta edad, Motis protagonizó una charla-espectáculo acompañada por Joan Chamorro Trio para la organización TedTalks. En esta conferencia, la joven habló acerca de sus inicios en el jazz y su opinión acerca del mismo.
Asimismo, logró estar entre los 10 finalistas de los premios «Català de l'any 2011» otorgados por El Periódico de Catalunya. Sin embargo, rechazó seguir adelante, según declararon sus padres, porque esa candidatura llegaba «en una etapa inadecuada de su vida». Con 17 años pasó unas pruebas para IEA Oriol Martorell, una escuela de artistas situada en Nou Barris, Barcelona. Allí terminó simultáneamente el bachillerato y el grado profesional de música.
Una de las facetas más importantes de su formación la desarrolló acudiendo a diferentes jam sessions en su ciudad desde una temprana edad, donde conoció a otros artistas del mundo del jazz que la asistieron en su formación musical.
A los 20 años se inscribió en el Escuela Superior de Música de Cataluña (ESMUC) para proseguir los estudios superiores de trompeta. La trompetista, saxofonista e intérprete es la primera artista catalana que graba un álbum con la discográfica americana Impulse!, el mismo sello para el que grabaron John Coltrane y Charles Mingus, entre otros, con composiciones propias y versiones en catalán, inglés y portugués.

### Trayectoria como compositora

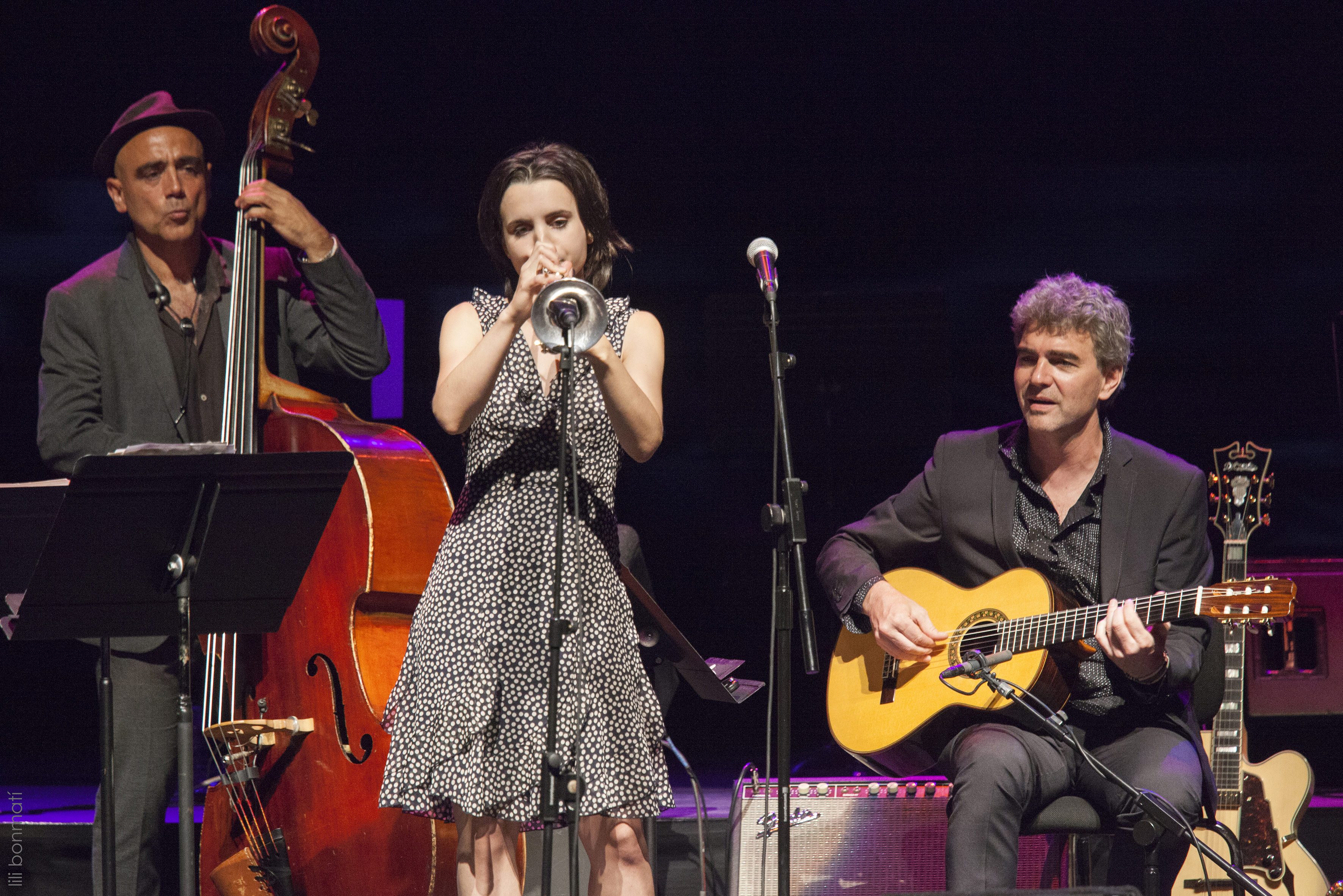
Andrea Motis & Joan Chamorro Quintet.

Su álbum Emotional dance supuso la primera ocasión en que la artista se desempeñó como compositora, además de intérprete; dicho álbum incluye tres temas creados por ella: dos en inglés y uno instrumental, todos adscritos al estilo musical del jazz. La primera canción que compuso para el mismo se titula If you give them more than you can. Este álbum ha sido editado en España, Francia, Alemania y Japón, entre otros países.
Emotional dance fue grabado en los estudios Carriage House, de Nueva York, en marzo de 2016. Como coproductores del disco figuran Brian Bacchus (Norah Jones, Gregory Porter) y el ganador de un premio Grammy al mejor álbum Jay Newland. Junto a Motis actuó un amplio elenco de solistas invitados para la ocasión, junto al equipo rítmico habitual de la artista: Ignasi Terraza al piano, Esteve Pi a la batería, Josep Traver a la guitarra, además del propio Joan Chamorro al contrabajo. El resultado es un total de 14 piezas de entre 2,29 y 6,51 minutos de duración.
Como en sus anteriores proyectos, el nuevo álbum contiene interpretaciones propias de la artista de temas clásicos del jazz. Además de «He’s Funny That Way», Andrea Motis ha realizado otras versiones: del tema de Franck Loesser «Never Will I Marry», de la canción de Cole Porter «You’d Be So Nice To Come Home To», del número de Eddie Jefferson «Baby Girl», de la canción de Johnny «I Remember You», del corte de Horace Silver «Señor Blues» y finalmente del tema de Antonio Carlos Jobim y Vinicius De Moraes «Chega de Saudade».
Emotional Dance incluye las composiciones «La gavina» de Federico Sires Puig, «Louisiana o els camps de cotó” de Els Amics de les Arts y «Matilda» de Perico Sambeat. En los tres temas Andrea Motis canta en catalán por primera vez en una grabación. La última canción incluso incluye el acompañamiento y el solo del saxo soprano de Sambeat.

## Discografía propia
1. Joan Chamorro presenta Andrea Motis (Temps Record 2010).
2. Joan Chamorro & Andrea Motis: Feeling Good (Temps Record 2012).
3. Andrea Motis & Joan Chamorro Quintet: Live at Jamboree (Swit Record 2013). CD + DVD.
4. Motis Chamorro Big Band (Jazz to Jazz 2014)
5. Live at Casa Fuster - Barcelona ( Jazz to Jazz 2014)
6. Live at Palau de la Mùsica amb l'Orquestra Simfònica del Vallès (Jazz to Jazz 2015)
7. Andrea Motis: Emotional Dance (Impulse! 2017).
8. Andrea Motis: Do Outro Lado Do Azul (Universal Music Division Decca Records France 2019)
9. Andrea Motis: Colors & Shadows (Jazzline 2021)
10. Andrea Motis: Loopholes (Jazz to Jazz 2022)
11. Andrea Motis: Febrero (Jazz to Jazz 2023)

## Colaboraciones
1. Sant Andreu Jazz Band, "Jazzing 1" (Temps Record 2009)
2. Sant Andreu Jazz Band, "Jazzing 2" (Temps Record 2010)
3. Miles Tribut Big Band: Sketches of Catalonia (revista JAÇ, núm. 40, octubre del 2011)
4. Marató de TV3 (2011)
5. Sant Andreu Jazz Band, "Jazzing 3" (Temps Record 2012)
6. Cor Vivaldi & Ignasi Terraza Trio: "El 25 de desembre swing, swing, swing" (Swit Records 2012)
7. Participación en la entrega de los XV premios MAX de las artes escénicas.[11]
8. Joan Chamorro presenta Eva Fernàndez (Temps Record, 2013)
9. The New Catalan Ensemble, Andrea Motis y Joan Chamorro: Coses que es diuen però que no es fan (2014). CD
10. Joan Chamorro presenta Magalí Datzira (Jazz to Jazz, 2014)
11. Sant Andreu Jazz Band, "Jazzing 4" Vol. 1 (Temps Record 2014)
12. Sant Andreu Jazz Band, "Jazzing 4" Vol. 2 (Temps Record 2014)
13. Joan Chamorro presenta La màgia de la veu (Jazz to Jazz, 2014)
14. Joan Chamorro presenta Rita Payés (Jazz to Jazz, 2014)
15. Marató de TV3 (2014)
16. Sant Andreu Jazz Band: Jazzing 5 (Temps Record, 2015)
17. Perico Sambeat Big Band "Voces" (Karonte/Nuba Records/TekneCultura Gestió, 2015)
18. Miles Tribut Big Band de Joan Chamorro, remasterització (Jazz to Jazz, 2015)
19. Joan Chamorro presenta Marc Martín (Jazz to Jazz, 2015)
20. Participación en el concierto de clausura del 50 Heineken Jazzaldia (2015) en el Festival de San Sebastián.[12]
21. Sant Andreu Jazz Band, "Jazzing 6" Vol. 1 (Temps Record 2016)
22. Sant Andreu Jazz Band, "Jazzing 6" Vol. 2 (Temps Record 2016)
23. Joan Chamorro presenta Joan Mar Sauqué (Jazz to Jazz, 2016)
24. Encabezaba el cartel del festival de música Tanjazz (Tánger)